# Petersburg–Warszawa-banan

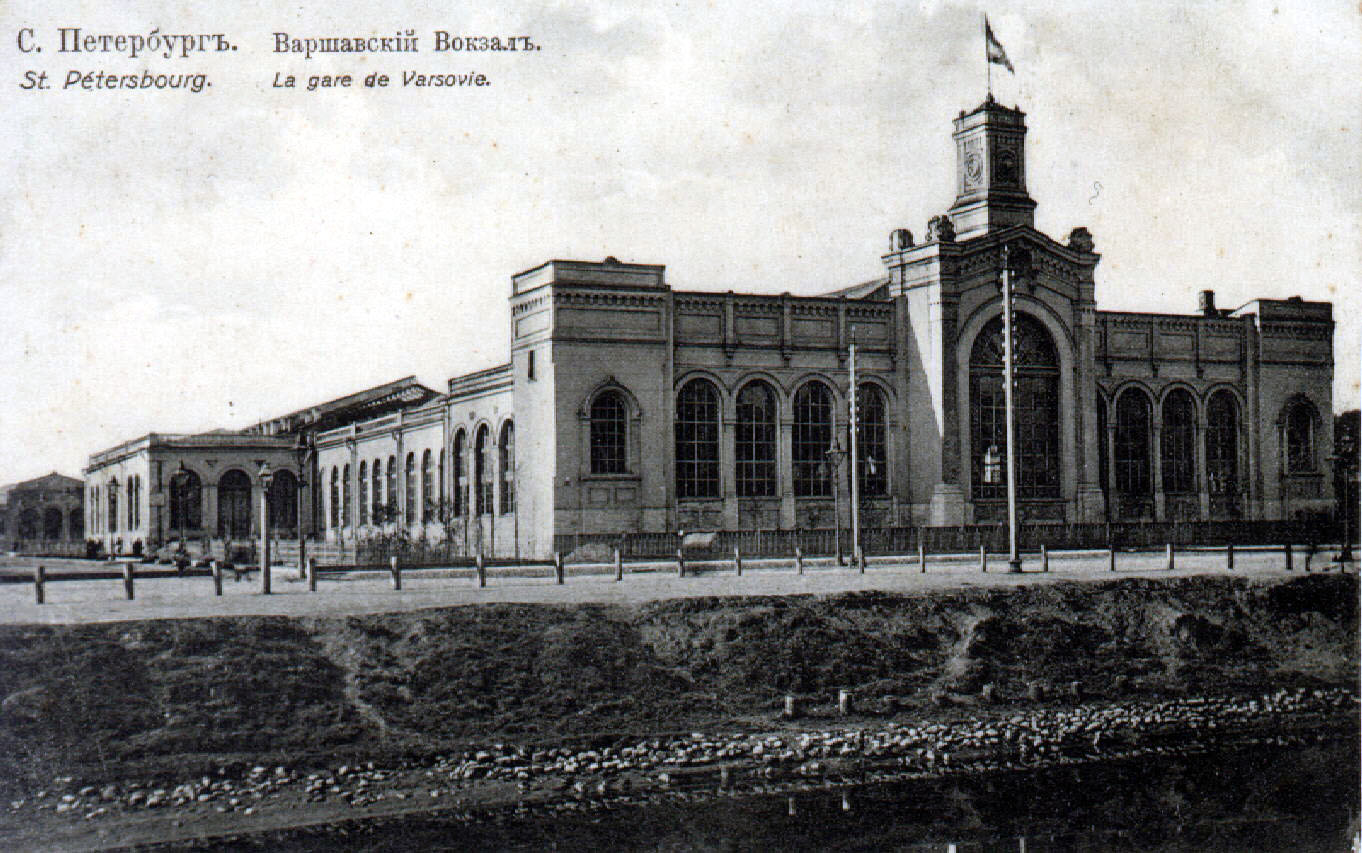
Varsjavskij järnvägsstation i Sankt Petersburg vid början av 1900-talet

Petersburg-Warszawa-banan (ryska: Санкт-Петербурго-Варшавская железная дорогa, Sankt-Petersburgo-Varsjavskaja zjeleznaja doroga), även känd som Warszawa-Petersburg-banan är en järnväg som öppnades 1862 och förbinder Sankt Petersburg och Warszawa. Det är Rysslands tredje äldsta järnväg och Polens näst äldsta.
Banan går efter Sovjetunionens sammanbrott genom fem olika länder (Ryssland, Lettland, Litauen, Belarus och Polen). Banan används inte i sin helhet längre.

## Historia

### Konstruktion och driftsättning av linjen
År 1851 började byggandet av linjen. Sedan byggnadsarbetena fått avbrytas från 1853 på grund av Krimkriget öppnades 1858 endast den 45 kilometer långa sträckan till staden Gatchina. År 1859 förlängdes linjen till Pskow (Pleskau) och den 4 september 1860 nådde det första tåget Vilnius. Hela järnvägslinjen till ändstationen i Warszawa (Dworzec Petersburski), som var den andra stationen i Warszawa efter stationen för järnvägen Warszawa-Wien, Dworzec Wiedeński (Wiener Bahnhof, vars funktion som fjärrtågsstation idag tar över Warszawa Centralna), togs i drift i december 1862.

### Första världskriget
Under första världskriget skadades delar av järnvägsanläggningarna svårt, bland annat bron över Memel nära Hrodna. Petersburgs järnvägsstation i Warszawa sprängdes av den tillbakadragande ryska militären 1915.

### 2000-talet
Som en del av Rail Baltica-projektet ska den för närvarande ineffektiva förbifarten  genom Belarus via Šeštokai byggas ut som en förbindelse mellan Polen och Litauen. Sträckan Warszawa-Białystok-Sokółka på den tidigare linjen Warszawa-Petersburg moderniseras också med EU-medel.

### Fotnoter
1. ↑  Randburg.com: Arkiverad . 10 februari 2006. Läst 16 mars 2023
2. ↑  Warschau vor 1939: http://www.warszawa1939.pl/index.php?r1=petersburski&r3=0. 10 februari 2006. Läst 16 mars 2023
3. ↑  Pressmeddelande LG från 22 januari 2007: Arkiverad